# Řecká genocida

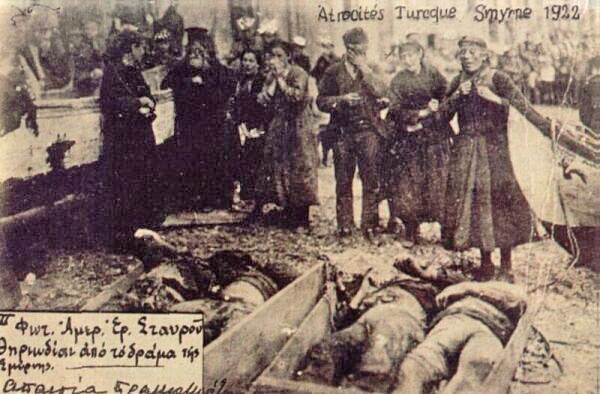
Oběti Smyrenských masakrů roku 1922

Řecká genocida je souhrnné označení pro systematické zabíjení křesťanské řecké populace Osmanské říše, které se odehrávaly v oblasti Anatolie a Pontu během první světové války a krátce po ní (1914–1922). Byla podnícena vládou Osmanské říše a Tureckým národním hnutím. Zahrnovala masakry, násilné vysídlení včetně pochodů smrti, souhrnné vyhoštění, svévolné popravy a ničení řeckého a pravoslavného kulturního, historického a náboženského dědictví. Během tohoto období zahynulo několik stovek tisíc osmanských Řeků. Většina přeživších a uprchlíků utekla do Řecka, jehož populace se tím zvětšila o více než čtvrtinu. Část řecké populace, zvláště z východních provincií Osmanské říše, získala azyl v sousední Ruské říši.
Ke konci roku 1922 většina řecké populace Malé Asie buďto uprchla, nebo byla zabita. Zbývající řecká pravoslavná populace byla přesídlena do Řecka v rámci populační výměny mezi Řeckem a Tureckem v roce 1923, která právně formalizovala vysídlení a zakázala návrat uprchlíků. Obdobný osud potkal i ostatní křesťanské etnické skupiny Malé Asie, zejména Armény a Asyřany, a podle některých autorů a organizací šlo o stejnou genocidní politiku.

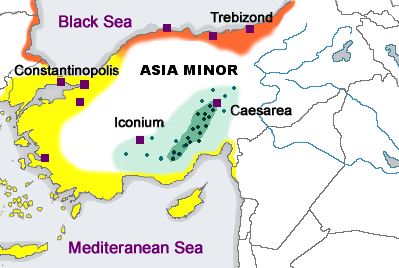
Oblasti s tradičním řeckým osídlením v Malé Asii

Již ve svém průběhu byly osmanskou vládou podmíněné masakry odsouzeny státy Dohody jako zločiny proti lidskosti. V pozdější době byly dané události v roce 2007 označeny za genocidu Mezinárodní asociací badatelů o genocidách. I některé další organizace a parlamenty některých zemí schválily rezoluce označující osmanskou kampaň proti svým křesťanským minoritám za genocidu, například parlament Řecka, Kypru, USA, Švédska, Arménie, Nizozemska, Německa, Rakouska nebo Česka.

## Řecká populace Malé Asie před první světovou válkou

Etnografická mapa východních částí Osmanské říše z roku 1910. Řecké obyvatelstvo znázorněno hnědofialovou barvou.

Řekové před první světovou válkou obývaly zejména tři oblasti Malé Asie. Jednak šlo o pobřeží Egejského moře, kde tvořili Řekové většinu zejména v okolí města Smyrna. Dále o černomořské pobřeží (historický Pontus), kde Pontští Řekové obývali pobřežní oblast přibližně mezi městy Sinop a Trabzon, s některými městskými centry osídlení i hlouběji ve vnitrozemí (Kastamonu, Tosya, Merzifon, Amasya, Niksar, Gümüşhane a další) a některými i dále na východ (Rize, Pazar, Batumi). Třetí oblast pak tvořila historická Kappadokie, kde Kappadočtí Řekové a Karamanlidi obývali zejména oblast mezi městy Karaman a Kayseri.

## Oběti genocidy

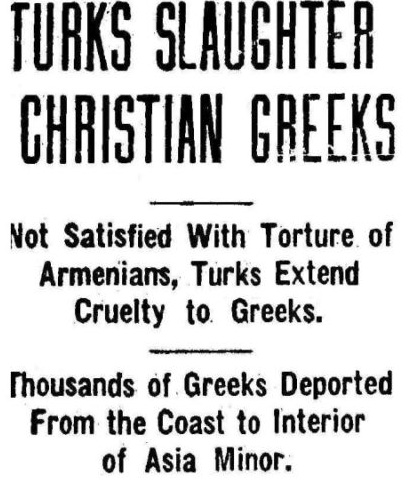
Titulek Lincoln Daily Star z 19. října 1917

Akademiky uváděné počty obětí řecké genocidy se pro celé období 1914–1922 a pro celou oblast Malé Asie pohybují v rozmezí 289 000 a 750 000 osob. Horní odhad je uváděn politologem Adamem Jonesem. Podle Rudolpha Rummela bylo mezi lety 1914–1918 zabito 384 000 Řeků a dalších 264 000 mezi lety 1920–1922. Celkový počet obětí tak udává na 648 000 osob. Historik Constantine G. Hatzidimitriou píše, že „ztráty na životech mezi Anatolskými Řeky během první světové války a po jejím skončení byly přibližně ve výši 735 370 osob.“
Některé soudobé zdroje uváděly odlišné počty obětí. Údaje sesbírané vládou Řecka ve spolupráci s Řeckým Patriarchátem hovoří o milionu zmasakrovaných osob. Skupina amerických výzkumníků zformovaná krátce po první světové válce uváděla 900 000 zabitých Řeků. Edward Hale Bierstadt napsal v roce 1924, že „podle oficiálních svědectví Turkové od roku 1914 chladnokrevně zavraždili 1 500 000 Arménů a 500 000 Řeků, mužů, žen i dětí, bez nejmenší provokace.“ Emanuel Efendi, osmanský poslanec za Aydin, kritizoval 4. listopadu 1918 etnické čistky vyvolané předchozí vládou a uváděl, že v pobřežních regionech Anatolie (včetně černomořského pobřeží) a na Egejských ostrovech bylo během deportací dosud zabito 550 000 Řeků.
Počet řeckých obětí v oblasti Pontu se pohybuje mezi 300 000 a 360 000. Merrill D. Peterson uvádí 360 000 mrtvých Pontských Řeků. Podle George K. Valavanise byly „ztráty na lidských životech mezi Pontskými Řeky od První světové války do března 1924 ve výši 353 000 osob. Byly způsobené vraždami, věšením, a jako , st výsledek trestů, nemocí a ostatních nesnází.“ Valavanis odvozoval toto číslo od záznamů Centrální Pontské rady v Athénách založených na „černé knize“ Ekumenického patriarchátu, do kterých přidal „50 000 nových mučedníků“ kteří „byli zařazeni do registru na jaře 1924.“